# 몬스터 수학나라
《몬스터 수학나라》(Monster Math Squad)는 캐나다의 미취학 아동 텔레비전 애니메이션이다.